# Liste der Staatsoberhäupter 1597
Übersicht
◄◄ | ◄ | 1593 | 1594 | 1595 | 1596 | Liste der Staatsoberhäupter 1597 | 1598 | 1599 | 1600 | 1601 | ► | ►►

Weitere Ereignisse

## Afrika
- Äthiopien
  - Kaiser (Negus Negest): Sarsa Dengel (1563–1597)
  - Kaiser (Negus Negest): Jakob (1597–1603) (1604–1607)

- Bornu (im heutigen Niger) (Sefuwa-Dynastie)
  - König/Mai: Muhammad VI. Bukalmarami (1596–1612)

- Jolof (im heutigen Senegal)
  - Buur-ba Jolof: Lat-Samba (1566–1597)
  - Buur-ba Jolof: Gireun Buri Dyelen (1597–1605)

- Kano
  - König: Muhammad Zaki (1582–1618)

- Kongo
  - Mani-Kongo: Alvaro II. (1587–1614)

- Marokko (Saadier)
  - Sultan: Ahmad al-Mansur (1578–1603)

- Munhumutapa-Reich
  - Herrscher: Gatsi Rusere (1589–1623)

- Sultanat von Sannar (im heutigen Sudan)
  - Sultan: Unsa I. (1591–1603/04)

## Amerika
- Generalgovernorat Brasilien
  - Generalgouverneur: Francisco de Sousa (1592–1602) (1609–1611 Generalgouverneur von Rio de Janeiro)

- Vizekönigreich Neuspanien
  - Vizekönig: Gaspar de Zúñiga y Acevedo (1595–1603) (1604–1606 Vizekönig von Peru)

- Vizekönigreich Peru
  - Vizekönig: Luis de Velasco y Castilla (1596–1604) (1590–1595, 1607–1611 Vizekönig von Neuspanien)

## Asien
- China (Ming-Dynastie)
  - Kaiser: Wanli (1572–1620)

- Japan
  - Kaiser: Go-Yōzei (1586–1611)
  - Shōgun: unbesetzt (1573–1603)

- Korea (Joseon-Dynastie)
  - König: Seonjo (1567–1608)

- Mogulreich
  - Großmogul: Akbar I. (1556–1605)

- Persien (Safawiden-Dynastie)
  - Sultan: Abbas I. (1588–1629)

- Thailand
  - König: Naresuan (1590–1605)

- Vietnam (Hậu Lê Dynastie)
  - König: Lê Thế Tông (1573–1599)
  - Cao Bằng (Mạc-Dynastie)
    - König: Mạc Kính Cung (1593–1625)

## Europa
- Andorra
  - Co-Fürsten:
    - König von Frankreich: Heinrich IV. (1562–1610)
    - Bischof von Urgell: Andreu Capella (1587–1609)

- Dänemark und Norwegen
  - König: Christian IV. (1588–1648)

- England und Irland
  - Königin: Elisabeth I. (1558–1603)

- Frankreich
  - König: Heinrich IV. (1589–1610)

- Heiliges Römisches Reich
  - König und Kaiser: Rudolf II. (1576–1612) (1575–1611 König von Böhmen, 1576–1608 Erzherzog von Österreich, 1576–1608 König von Ungarn)
  - Kurfürstenkollegium
    - Erzstift Köln
      - Erzbischof: Ernst von Bayern (1583–1612) (1566–1612 Bischof von Freising, 1573–1612 Bischof von Hildesheim, 1581–1612 Bischof von Lüttich, 1584–1612 Bischof von Münster, 1581–1612 Abt von Stablo-Malmedy)

    - Erzstift Mainz
      - Erzbischof: Wolfgang von Dalberg (1582–1601)

    - Erzstift Trier
      - Erzbischof: Johann von Schönenberg (1581–1599)

    - Königreich Böhmen
      - König: Rudolf II., (1575–1611) (1576–1612 Kaiser, 1576–1608 Erzherzog von Österreich, 1576–1608 König von Ungarn)

    - Markgrafschaft Brandenburg
      - Kurfürst: Johann Georg (1571–1598) (1560–1571 Administrator von Brandenburg)

    - Pfalzgrafschaft bei Rhein
      - Kurfürst: Friedrich IV. (1583–1610)

    - Herzogtum Sachsen
      - Kurfürst: Christian II. (1591–1611)

  - geistliche Fürstentümer
    - Hochstift Augsburg
      - Bischof: Johann Otto von Gemmingen (1591–1598)

    - Hochstift Bamberg
      - Bischof: Neidhardt von Thüngen (1591–1598)

    - Hochstift Basel
      - Bischof: Jakob Christoph Blarer von Wartensee (1575–1608)

    - Fürstpropstei Berchtesgaden
      - Propst: Ferdinand von Bayern (1594–1650) (1612–1650 Erzbischof von Köln, 1612–1650 Bischof von Hildesheim, 1612–1650 Bischof von Lüttich, 1612–1650 Bischof von Münster, 1618–1650 Bischof von Paderborn, 1612–1650 Abt von Stablo-Malmedy)

    - Erzstift Besançon
      - Erzbischof: Ferdinand de Rye (1586–1636)

    - Erzstift Bremen (ab 1567 evangelische Administratoren)
      - Administrator: Johann Friedrich von Schleswig-Holstein-Gottorf (1596–1634) (1607–1634 Bischof von Lübeck, 1631–1634 Bischof von Verden)

    - Hochstift Brixen
      - Bischof: Andreas von Österreich (1591–1601) (1589–1600 Bischof von Konstanz)

    - Erzstift Cambrai
      - Erzbischof: Jean Sarazin (1596–1598)

    - Hochstift Cammin (seit 1545 evangelische Bischöfe)
      - Bischof: Kasimir von Pommern (1574–1602) (1602–1605 Herzog vom Pommern-Rügenwalde)

    - Hochstift Chur
      - Bischof: Peter Rascher (1581–1601)

    - Abtei Corvey
      - Abt: Dietrich von Beringhausen (1585–1616)

    - Hochstift Eichstätt
      - Bischof: Johann Konrad von Gemmingen (1595–1612)

    - Fürstpropstei Ellwangen
      - Propst: Wolfgang von Hausen (1584–1603) (1600/2–1613 Bischof von Regensburg)

    - Hochstift Freising
      - Bischof: Ernst von Bayern (1666–1612) (1583–1612 Erzbischof von Köln, 1573–1612 Bischof von Hildesheim, 1581–1612 Bischof von Lüttich, 1585–1612 Bischof von Münster, 1581–1612 Abt von Stablo-Malmedy)

    - Abtei Fulda
      - Abt: Balthasar von Dernbach (1570–1606)

    - Hochstift Halberstadt
      - Administrator: Heinrich Julius von Braunschweig-Wolfenbüttel (1566–1613) (1582–1585 Bischof von Minden, 1589–1613 Herzog von Braunschweig-Wolfenbüttel)

    - Hochstift Hildesheim
      - Bischof: Ernst von Bayern (1573–1612) (1583–1612 Erzbischof von Köln, 1666–1612 Bischof von Freising, 1581–1612 Bischof von Lüttich, 1585–1612 Bischof von Münster, 1581–1612 Abt von Stablo-Malmedy)

    - Fürststift Kempten
      - Abt: Johann Adam Renner von Allmendingen (1594–1607)

    - Hochstift Konstanz
      - Bischof: Andreas von Österreich (1589–1600) (1591–1600 Bischof von Brixen)

    - Hochstift Lübeck
      - Bischof: Johann Adolf von Schleswig-Holstein-Gottorf (1586–1607) (1585–1596 Administrator von Bremen, 1590–1616 Herzog von Schleswig-Holstein-Gottorf)

    - Hochstift Lüttich
      - Bischof: Ernst von Bayern (1581–1612) (1583–1612 Erzbischof von Köln, 1666–1612 Bischof von Freising, 1573–1612 Bischof von Hildesheim, 1585–1612 Bischof von Münster, 1581–1612 Abt von Stablo-Malmedy)

    - Erzstift Magdeburg (1566–1631, 1638–1680 evangelische Administratoren)
      - Administrator: Joachim Friedrich von Brandenburg (1566–1598) (1598–1608 Markgraf von Brandenburg, 1553–1598 Bischof von Havelberg)

    - Hochstift Metz (seit 1552 von Frankreich besetzt)
      - Bischof: Karl von Lothringen (1578–1607) (1592–1607 Bischof von Straßburg)

    - Hochstift Minden
      - Bischof: Anton von Schaumburg (1587–1599)

    - Hochstift Münster
      - Bischof: Ernst von Bayern (1585–1612) (1583–1612 Erzbischof von Köln, 1666–1612 Bischof von Freising, 1573–1612 Bischof von Hildesheim, 1581–1612 Bischof von Lüttich, 1581–1612 Abt von Stablo-Malmedy)

    - Hochstift Osnabrück
      - Bischof: Philipp Sigismund von Braunschweig-Wolfenbüttel (1591–1623) (1586–1623 Administrator von Verden)

    - Hochstift Paderborn
      - Bischof: Dietrich von Fürstenberg (1585–1618)

    - Hochstift Passau
      - Bischof: Urban von Trennbach (1561–1598)

    - Hochstift Ratzeburg (1554–1648 evangelische Administratoren)
      - Administrator: Karl von Mecklenburg (1592–1610) (1603–1610 Herzog von Mecklenburg-Güstrow)

    - Hochstift Regensburg
      - Bischof: Philipp Wilhelm von Bayern (1579/80–1598)

    - Erzstift Salzburg
      - Erzbischof: Wolf Dietrich von Raitenau (1587–1612)

    - Hochstift Schwerin (seit 1533 evangelische Administratoren)
      - Administrator: Ulrich von Mecklenburg (1550–1603) (1555–1603 Herzog von Mecklenburg-Güstrow)

    - Hochstift Sitten
      - Bischof: Hildebrand von Riedmatten (1565/68–1604)

    - Hochstift Speyer
      - Bischof: Eberhard von Dienheim (1581–1610)

    - Hochstift Straßburg (1592 Doppelwahl siehe Straßburger Kapitelstreit)
      - Bischof: Karl von Lothringen (1592/1604–1607) (1578–1607 Bischof von Metz) (vom katholischen Teil des Domkapitels gewählt)
      - Administrator: Johann Georg von Brandenburg (1592–1604) (vom protestantischen Teil des Domkapitels gewählt)

    - Hochstift Toul (seit 1552 von Frankreich besetzt)
      - Bischof: Christophe de La Vallée (1588–1607) (1593–1602 Administrator von Verdun)

    - Hochstift Trient
      - Bischof: Giovanni Ludovico Madruzzo (1567–1600)

    - Hochstift Verden (1566–1629 evangelische Administratoren)
      - Administrator: Philipp Sigismund von Braunschweig-Wolfenbüttel (1586–1623) (1591–1623 Bischof von Osnabrück)

    - Hochstift Verdun (seit 1552 von Frankreich besetzt)
      - Administrator: Christophe de La Vallée (1593–1602) (1588–1607 Bischof von Toul)

    - Hochstift Worms
      - Bischof: Philipp von Rodenstein (1596–1604)

    - Hochstift Würzburg
      - Bischof: Julius Echter von Mespelbrunn (1573–1617)

  - weltliche Fürstentümer
    - Baden
      - Baden-Baden (1594–1622 von Baden-Durlach besetzt)
      - Baden-Durlach
        - Markgraf: Ernst Friedrich (1577–1604)

      - Baden-Hachberg
        - Markgraf: Georg Friedrich (1595–1604) (1577–1584, 1604–1622 Markgraf von Baden-Durlach, 1584–1604 Markgraf von Baden-Rötteln-Sausenburg)

      - Baden-Rodemachern
        - Markgraf: Philipp III. (1588–1620)

      - Baden-Rötteln-Sausenburg
        - Markgraf: Georg Friedrich (1584–1604) (1577–1584, 1604–1622 Markgraf von Baden-Durlach, 1595–1604 Markgraf von Baden-Hachberg)

    - Bayern
      - Herzog: Wilhelm V. (1579–1597)
      - Herzog: Maximilian I. (1597–1651) (ab 1648 Kurfürst, 1623–1648 Kurfürst der Pfalz)

    - Brandenburg-Ansbach
      - Markgraf: Georg Friedrich I. (1543–1603) (1557–1603 Markgraf von Brandenburg-Kulmbach, 1577–1603 Herzog in Preußen)

    - Brandenburg-Kulmbach
      - Markgraf: Georg Friedrich I. (1557–1603) (1543–1603 Markgraf von Brandenburg-Ansbach, 1577–1603 Herzog in Preußen)

    - Herzogtum Braunschweig-Lüneburg
      - Fürstentum Lüneburg
        - Herzog: Ernst II. (1592–1611)

      - Fürstentum Braunschweig-Wolfenbüttel
        - Herzog: Heinrich Julius (1589–1613) (1566–1613 Bischof von Halberstadt, 1582–1585 Bischof von Minden)

    - Hessen
      - Hessen-Darmstadt
        - Landgraf: Ludwig V. (1596–1626)

      - Hessen-Kassel
        - Landgraf: Moritz (1592–1627)

      - Hessen-Marburg
        - Landgraf: Ludwig IV. (1567–1604)

    - Jülich-Kleve-Berg
      - Herzog: Johann Wilhelm I. (1592–1609) (1574–1585 Bischof von Münster)

    - Lothringen
      - Herzog: Karl III. (1545–1608)

    - Mecklenburg
      - Mecklenburg-Güstrow
        - Herzog: Ulrich (1555–1603)

      - Mecklenburg-Schwerin
        - Herzog: Adolf Friedrich I. (1592–1628, 1631–1658) (1631–1648 Administrator von Schwerin)

    - Österreich
      - Erzherzog: Rudolf V. (1576–1608) (1576–1612 Kaiser, 1575–1611 König von Böhmen, 1576–1608 König von Ungarn)

    - Pfalz (Kurlinie siehe unter Kurfürstentümer)
      - Pfalz-Neuburg
        - Pfalzgraf: Philipp Ludwig (1569–1614)

      - Pfalz-Simmern
        - Pfalzgraf: Reichard (1569–1598)

      - Pfalz-Veldenz
        - Pfalzgraf: Georg Gustav (1592–1634)

      - Pfalz-Zweibrücken
        - Pfalzgraf: Johann I. (1569–1604)

      - Pfalz-Zweibrücken-Birkenfeld
        - Pfalzgraf: Karl I. (1569–1600)

    - Pommern
      - Pommern-Barth
        - Herzog: Bogislaw XIII. (1569–1605) (1560–1569 Herzog von Pommern-Wolgast)

      - Pommern-Rügenwalde
        - Herzog: Barnim X. (1569–1602) (1560–1569 Herzog von Pommern-Wolgast, 1600–1603 Herzog von Pommern-Stettin)

      - Pommern-Stettin
        - Herzog: Johann Friedrich (1569–1600) (1556–1574 Bischof von Cammin, 1560–1569 Herzog von Pommern-Wolgast)

      - Pommern-Wolgast
        - Herzog: Philipp Julius (1592–1625)

    - Sachsen (Ernestiner)
      - Sachsen-Coburg
        - Herzog: Johann Casimir (1596–1633) (1572–1596 Herzog von Sachsen-Coburg-Eisenach)

      - Sachsen-Eisenach
        - Herzog: Johann Ernst (1596–1638) (1572–1596 Herzog von Sachsen-Coburg-Eisenach, 1633–1638 Herzog von Sachsen-Coburg)

      - Sachsen-Weimar
        - Herzog: Friedrich Wilhelm I. (1573–1602)

    - Sachsen-Lauenburg (Askanier)
      - Herzog: Franz II. (1581–1619)

    - Schleswig-Holstein (Schleswig gehörte nicht zum HRR, sondern war Teil Dänemarks)
      - königlicher Anteil
        - Herzog: Christian IV. (1588–1648) (1588–1648 König von Dänemark, 1588–1648 König von Norwegen)

      - Schleswig-Holstein-Gottorf
        - Herzog: Johann Adolf (1590–1616) (1585–1596 Administrator von Bremen, 1586–1607 Bischof von Lübeck)

      - Schleswig-Holstein-Sonderburg
        - Herzog: Johann der Jüngere (1564–1622)

    - Württemberg
      - Herzog: Friedrich I. (1593–1608)

  - Sonstige Reichsstände:
    - Hanau
      - Hanau-Lichtenberg
        - Graf: Philipp V. (1590–1599)

      - Hanau-Münzenberg
        - Graf: Philipp Ludwig II. (1580–1612)

    - Lippe
      - Graf: Simon VI. (1563–1613)

    - Oldenburg
      - Graf: Johann VII. (1573–1603)

    - Ortenburg
      - Graf: Joachim I. (1551–1600)

    - Ostfriesland
      - Graf: Edzard II. (1561–1599)

- Italienische Staaten
  - Genua
    - Doge: Matteo Senarega (1595–1597)
    - Doge: Lazzaro Cebà Grimaldi (1597–1599)

  - Kirchenstaat
    - Papst: Clemens VIII. (1592–1605)

  - Massa und Carrara
    - Fürst: Alberico I. Cybo-Malaspina (1553–1623) (bis 1568 Markgraf)

  - Parma, Piacenza und Guastalla
    - Herzog: Ranuccio I. Farnese (1592–1622)

  - Piombino
    - Fürst: Iacopo VII. Appiano (1589–1603) (bis 1594 Herr)

  - Savoyen
    - Herzog: Karl Emanuel I. (1580–1630)

  - Toskana
    - Großherzog: Ferdinando I. (1587–1609)

  - Urbino
    - Herzog: Francesco Maria II. della Rovere (1574–1631)

  - Venedig
    - Doge: Marino Grimani (1595–1606)

- Johanniter-Ordensstaat (auf Malta)
  - Großmeister: Martin Garzes (1595–1601)

- Monaco
  - Seigneur: Hercule (1589–1604)

- Osmanisches Reich
  - Sultan: Mehmed III. (1595–1603)

- Polen
  - König: Sigismund III. Wasa (1587–1632) (1592–1599 König von Schweden)

- Portugal (1580–1640 Personalunion mit Spanien)
  - König: Philipp I. (1580–1598) (1556–1598 König von Spanien)
    - Vizekönig: Junta governativa (1593–1598)

- Preußen
  - Administrator: Georg Friedrich (1577–1603) (1543–1603 Markgraf von Brandenburg-Ansbach, 1577–1603 Markgraf von Brandenburg-Kulmbach)

- Russland
  - Zar: Fjodor I. (1584–1598)
    - Regent: Boris Godunow (1584–1598) (1598–1605 Zar)

- Schottland
  - König: Jakob VI. (1567–1625) (1603–1625 König von England und Irland)

- Schweden
  - König: Sigismund (1592–1599) (1587–1632 König von Polen)

- Siebenbürgen
  - Fürst: Sigismund Báthory (1581–1598, 1598–1599, 1601, 1602)

- Spanien
  - König: Philipp II. (1556–1598) (1580–1598 König von Portugal)

- Ungarn
  - König: Rudolf (1576–1608) (1576–1612 Kaiser, 1575–1611 König von Böhmen, 1576–1608 Erzherzog von Österreich)

- Walachei (unter osmanischer Oberherrschaft)
  - Woiwode: Mihai Viteazul (1593–1602) (1599–1600 Fürst von Siebenbürgen, 1600 Fürst der Moldau)